# Harold Neville Vazeille Temperley
Harold Neville Vazeille Temperley (4 de março de 1915 – 27 de março de 2017) foi um físico matemático britânico.

## Publicações selecionadas
- Temperley, HNV; Lieb, EH (20 de abril de 1971). «Relations between the 'Percolation' and 'Colouring' Problem and other Graph-Theoretical Problems Associated with Regular Planar Lattices: Some Exact Results for the 'Percolation' Problem». Proceedings of the Royal Society of London. Series A, Mathematical and Physical Sciences. 322 (1549): 251–280. Bibcode:1971RSPSA.322..251T. JSTOR 77727. doi:10.1098/rspa.1971.0067